# Olympische Winterspiele 1968/Teilnehmer (Liechtenstein)
| Gelbes Symbol für Goldmedaillen mit stilisierten Olympischen Ringen | Graues Symbol für Silbermedaillen mit stilisierten Olympischen Ringen | Braundes Symbol für Bronzemedaillen mit stilisierten Olympischen Ringen |
| ------------------------------------------------------------------- | --------------------------------------------------------------------- | ----------------------------------------------------------------------- |
| —                                                                   | —                                                                     | —                                                                       |

Liechtenstein nahm an den Olympischen Winterspielen 1968 im französischen Grenoble mit drei Rodlern, fünf alpinen Schifahrern und einer alpinen Schifahrerin teil.
Seit 1936 war es die sechste Teilnahme Liechtensteins an Olympischen Winterspielen.

## Teilnehmer

### Rodeln
- Simon Beck
Einsitzer Männer: 41. Platz

- Werner Sele
Einsitzer Männer: 36. Platz

- Julius Schädler
Einsitzer Männer: Rennen nicht beendet

### Ski Alpin
- Arnold Beck
Abfahrt, Herren: Ausgeschieden

- Martha Bühler
Abfahrt, Frauen: 38. Platz
Riesenslalom, Frauen: 33. Platz
Slalom, Frauen: 28. Platz

- Wolfgang Ender
Abfahrt, Männer: 37. Platz
Riesenslalom, Männer: 32. Platz
Slalom, Männer: im 2. Lauf disqualifiziert

- Albert Frick
Riesenslalom, Männer: 56. Platz

- Josef Gassner
Abfahrt, Männer: 33. Platz
Riesenslalom, Männer: 31. Platz
Slalom, Männer: Nicht für Finallauf qualifiziert

- Hans-Walter Schädler
Abfahrt, Männer: Ausgeschieden
Riesenslalom, Männer: 57. Platz
Slalom, Männer: Nicht für Finallauf qualifiziert